# Cerastoderma glaucum
Cerastoderma glaucum är en musselart som först beskrevs av Jean Louis Marie Poiret 1789.  Cerastoderma glaucum ingår i släktet Cerastoderma och familjen hjärtmusslor. Arten är reproducerande i Sverige. Inga underarter finns listade i Catalogue of Life.
Cerastoderma glaucum

Höger och vänster klaff av samma exemplar:

Höger klaff
Vänster klaff

Cerastoderma glaucum lamarcki

Höger och vänster klaff av samma exemplar:

Höger klaff
Vänster klaff

## Bildgalleri

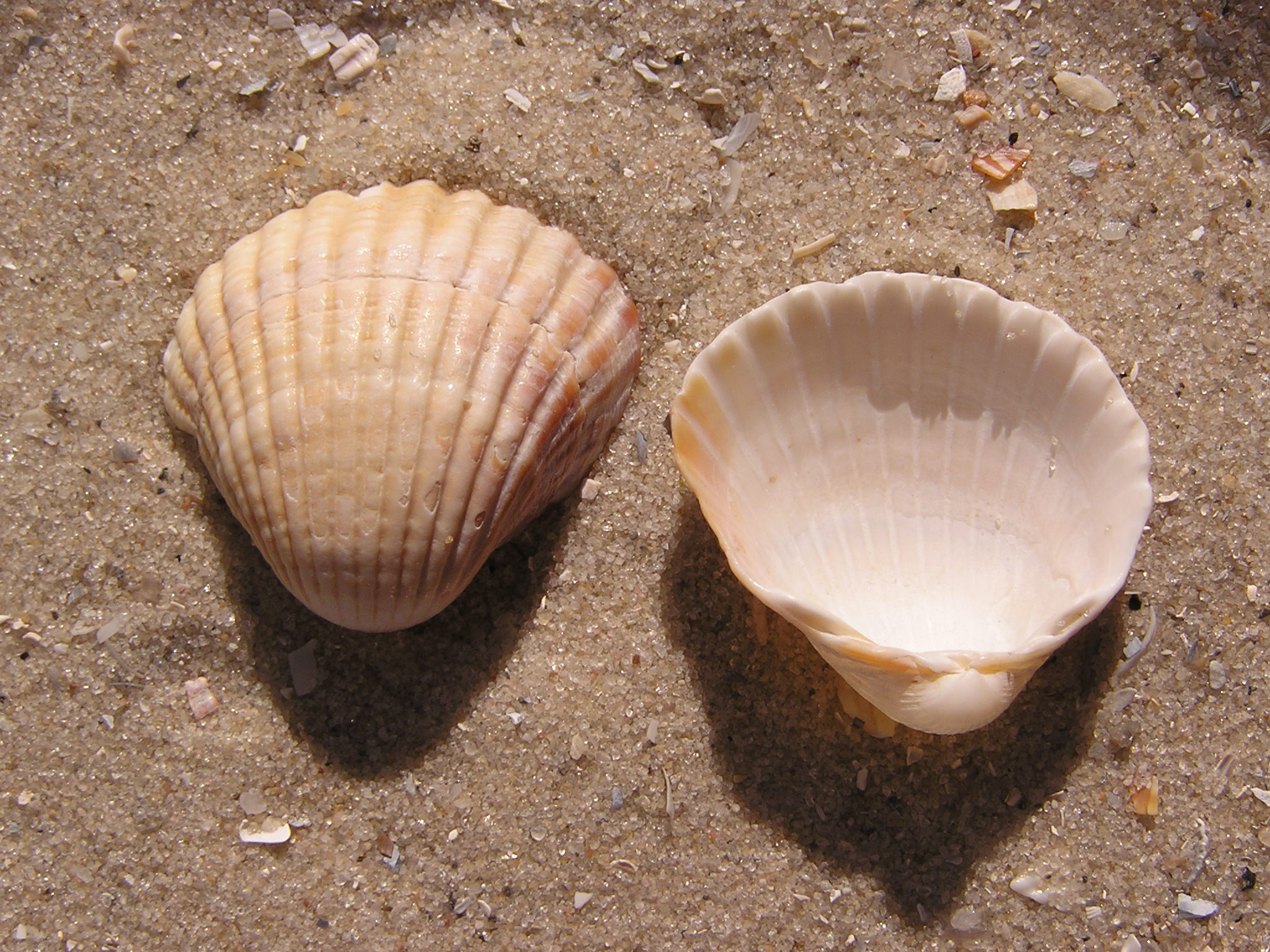